# Иканское сражение
Ика́нское сраже́ние — боестолкновение 4-й сотни 2-го Уральского казачьего полка есаула Серова и кокандской армии Алимкула, произошедшее в декабре 1864 года близ селения Икан во время Туркестанских походов Российской империи в Среднюю Азию.

## Обстановка накануне боя

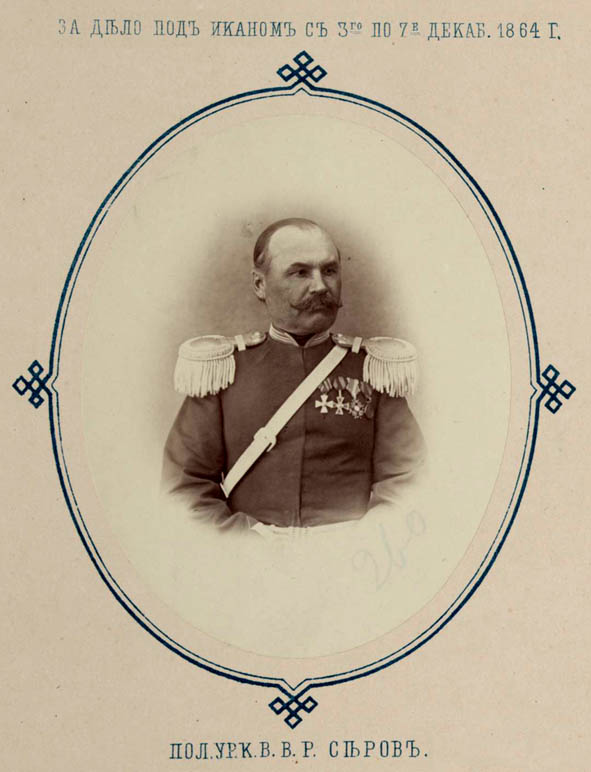
В.Р. Серов (в звании полковника), 1872 г.

После взятия Чимкента русским войскам был открыт путь на крупнейший город Средней Азии Ташкент, и туркестанский военный губернатор М. Г. Черняев зимой 1864/65 гг. планировал произвести повторный штурм города. Кокандские власти, в свою очередь, не ограничивались пассивным наблюдением и предпринимали провоцирующие русских действия.
В конце ноября 1864 года кокандский правитель Алимкул возглавил 10-тысячное войско Коканда с обозом, артиллерией, боевыми запасами и, предварительно распустив дезинформирующие слухи, выступил с ним из Ташкента. Но подойти скрытно к Чимкенту кокандцам не удалось: комендант Туркестана полковник Жемчужников, узнав о появлении в степи близ города "каких-то бродячих шаек", 4 декабря 1864 года выслал на разведку сотню уральских казаков есаула Василия Родионовича Серова.
Не догадываясь о грозящей большой опасности, сотня вышла всего с одним «единорогом» и малым количеством провианта. Командир отряда узнал от встречных киргизов, что селение Икан, отстоящее от Туркестана на 20 вёрст, уже занято врагом, при этом о численности войск Алимкула они сведений не имели.

## Ход сражения
Возле селения Икан сотня неожиданно наткнулась на главные силы кокандской армии силою около десяти тысяч человек, возглавляемой регентом Кокандского ханства муллой Алимкулом и шедшей брать город Туркестан: разведчик казах Ахмет донёс, что кокандцев «так же много, как камыша в озере». Успевшие лишь занять канаву, развьючить верблюдов и создать вокруг себя завалы из мешков с провиантом, казаки мгновенно были окружены.

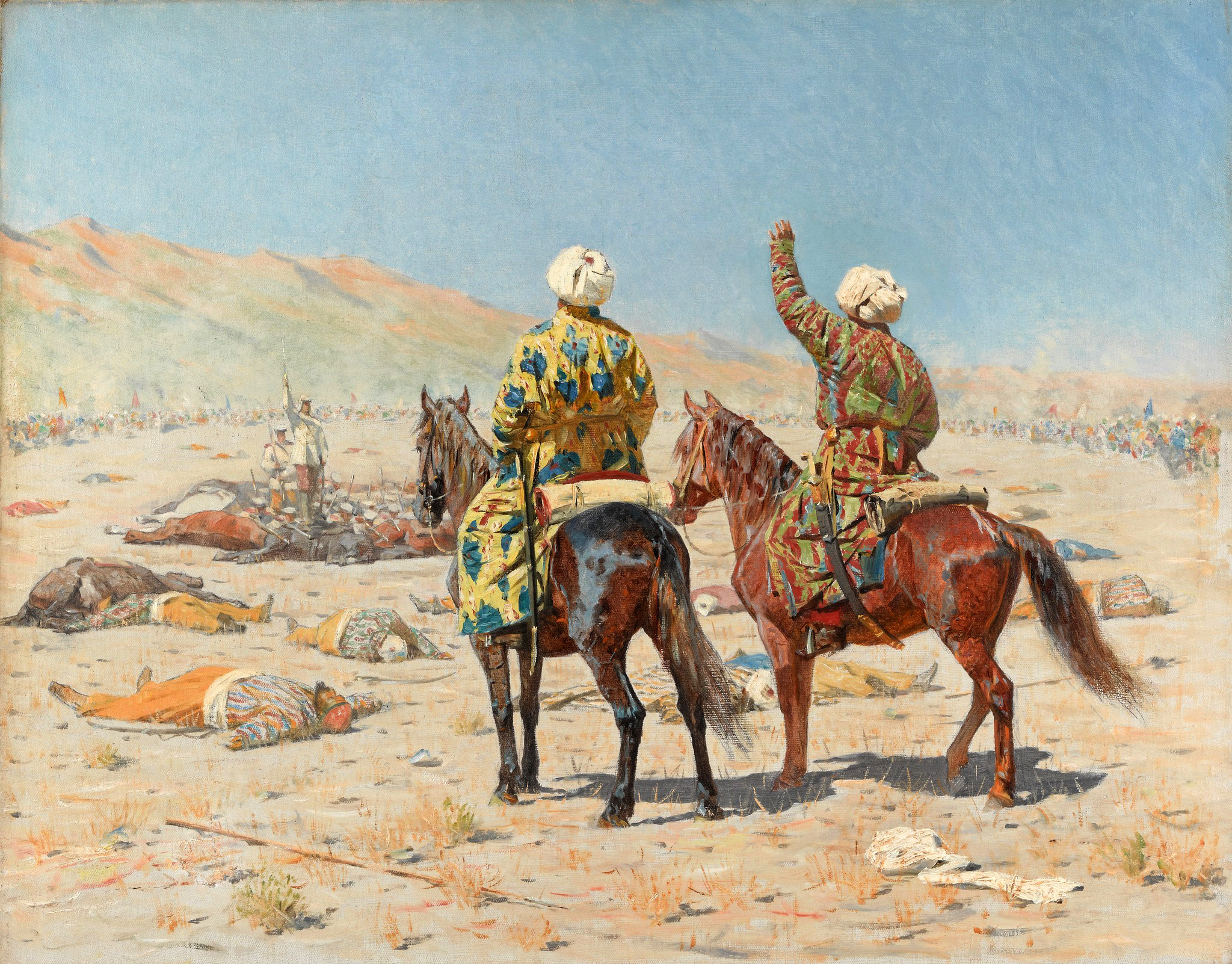
Картина из туркестанской серии Василия Верещагина

Первая атака конницы кокандцев — возглавлявшейся беглым урядником сибирского казачьего войска в мусульманстве переименованным в Османа — внезапно с визгом бросившейся на уральцев, была остановлена ружейным залпом и картечью. Азиаты повторяли эту попытку 2 или 3 раза, и лишь когда меткий огонь казаков навалил вокруг русского укрепления ряды трупов, расположились станом рядом с казаками и зажгли свои костры. В течение трёх дней без пищи и воды уральцы, среди которых были участники обороны Севастополя, держали круговую оборону в голой степи, прикрываясь телами убитых лошадей. Неприятель палил всю ночь, с рассветом огонь усиливался и гранаты с ядрами всё чаще стали убивать лошадей и ранить казаков. Уральцы отвечали, снимая меткими выстрелами с лошадей джигитов, ради демонстрации своей удали подъезжавших поближе, били отличавшихся нарядной одеждой и убранством коней кокандских начальников, целились в артиллеристов. Многие, не понимавшие, что перед ними целая армия, снабжённая всем необходимым для продолжительных боёв, рвались перейти сами в атаку, но Серов не позволил этого сделать.
Видя ожесточённое сопротивление русских, Алимкул приказал плести хворостяные щиты и ни на секунду не останавливать при этом огонь, пока этот хворост подвозили.

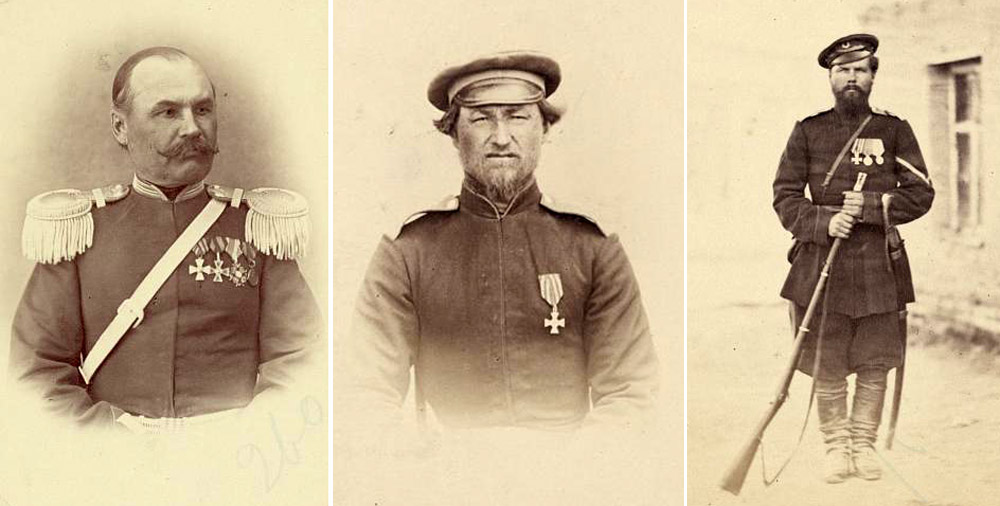
Серов В.Р. в звании полковника, и его казаки, награждённые за бой под Иканом. Фото 1872-1879гг.

В обед уральцы услышали раздававшиеся со стороны города орудийные выстрелы — комендант Туркестана, у которого было во всем городе у самого всего 2½ роты, по выстрелам близ Икана понял, что казаки ведут бой, и выслал утром им в помощь небольшой отряд. Эта посланная из Туркестана на выручку стрелковая рота под командованием поручика Сукорко пробиться не смогла, не дойдя до казаков версты три, и сама с трудом вернулась в город — им помешал отряд  Сыздык Султана. Небольшой кавалерийский отряд Сыздыка блокировал роту Сукорко со стороны Туркестана и почти двое суток оперировал вокруг города. Чтобы попытаться поскорее закончить бой, Алимкул попытался склонить казаков к измене. Он прислал Серову записку: 
Куда теперь уйдёшь от меня? Отряд, высланный из Азрета, разбит и прогнан назад; из тысячи (!) твоих не останется ни одного, — сдайся и прими нашу веру: никого не обижу!
Русские ответили на послание кокандского командующего лишь усиленной пальбой, разногласий по этому поводу и желающих сдаваться в отряде не было.
Вскоре Серов отправил в Туркестан двух казаков — Борисова и Черняева — и верного казаха Ахмета. На них возлагалась последняя надежда: они должны были или умереть, или пробиться в город.
Утром 6 декабря в 7 часов снова закипел отчаянный бой, кокандцы наступали теперь сразу с трёх сторон. 57 казаков погибли, 42 (почти все оставшиеся в живых) были ранены, все лошади в русском отряде к этому времени тоже были перебиты. Отбив подряд 4 атаки, израненные уральцы все вместе с криком «Ура!» поднялись по команде есаула Серова, встали в каре и, двинувшись напролом, сумели прорваться через тысячные ряды противника. Отчаянное сопротивление русских казаков ошеломило кокандцев.

Кучка казаков уверенно шагала в сторону Туркестана, однако кокандцы вскоре сообразили, что их можно перестрелять, не подвергая при этом себя никакой опасности. На падавшего от попадания пули казака сразу налетали конные преследователи, спешившие отрезать своей жертве голову. Но и меткая пуля русского часто убивала такого кокандца прямо в момент его торжества, когда он поднимал свою «добычу». Видя, что происходит с отставшими, казаки шли из последних сил. Сотник Абрамичев, раненый 4 пулями, даже умолял своих его убить; позднее его труп едва удалось узнать. Военный историк М. А. Терентьев так описывал этот прорыв уральцев: 
В самом деле они не посмели приблизиться к казакам и только провожали их сильным огнём на протяжении всех восьми вёрст; остатки сотни шли, бросая одежду, в одних рубахах, с ружьями и патронами. Взбешенные азиаты излили всю свою месть на тяжелораненых, оставленных на дороге: на глазах отряда их рубили шашками и отсекали им головы.
В конце дня, уже в сумерках, близ города уральцы увидели бегущих им навстречу солдат. Это был второй отряд, высланный комендантом Туркестана на помощь иканской сотне. Казаков уложили на подводы и отвезли прямо в лазарет.
Губернатор М. Г. Черняев был потрясён героизмом казаков и одновременно очень был рассержен на коменданта Туркестана за нерасторопность и несвоевременность отправки подмоги.

## Итоги боя

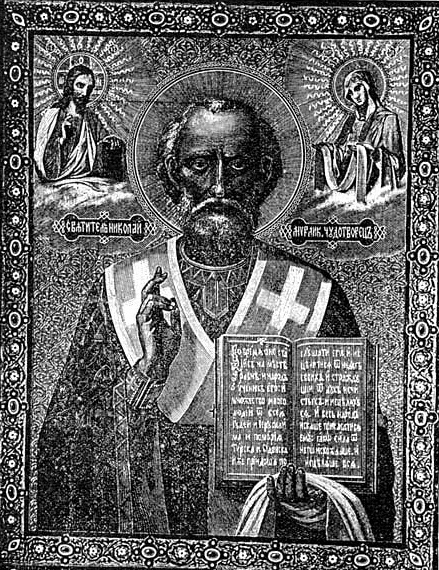
Образ Святителя Николая Мирликийского Чудотворца, созданный в 1893 г. в память боя под Иканом 4, 5 и 6 декабря 1864 г.

Хвала вам, иканцы, и честь вам по праву!

Вы правы пред долгом и русским Царем,

И знамени войска доставивши славу,

Вы многое дали потомкам взаем.

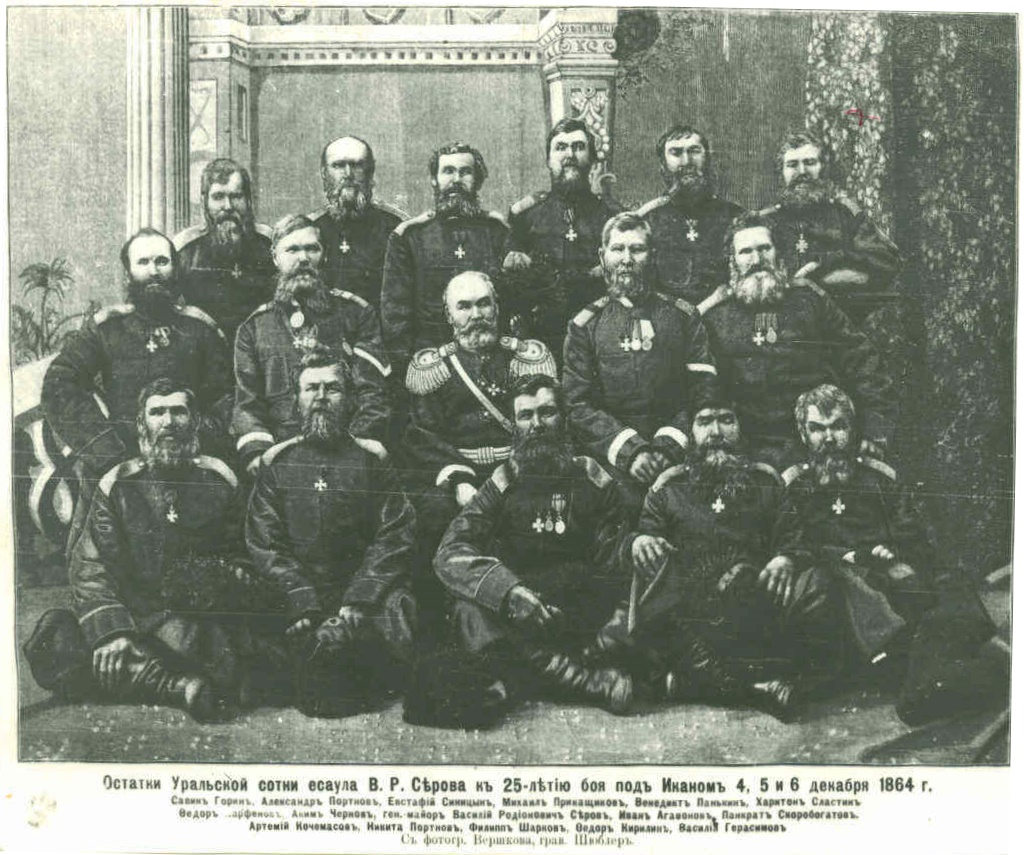
Участники Иканского боя 25 лет спустя
Хвала вам, иканцы, и честь вам по праву!
Вы правы пред долгом и русским Царем,
И знамени войска доставивши славу,
Вы многое дали потомкам взаем.
Н. Ф. Савичев, «Иканским героям».

Всего отряд под командованием Серова состоял из 2 офицеров, 5 урядников, 98 казаков, кроме того к сотне придано 4 артиллериста, фельдшер, обозный и три посыльных казаха. Потери составили: из двух офицеров один убит, сам Серов был ранен в верхнюю часть груди и контужен в голову; из 5 урядников 4 убито, 1 ранен; из 98 казаков 50 убито, 37 ранено, 4 артиллериста ранены; фельдшер, обозный и один казах — убиты. Иканская сотня потеряла половину своего состава.
Ценой их подвига, прогремевшего на всю Среднюю Азию  была пресечена атака Алимкула и остановлен поход кокандской армии, который мог привести к самым неожиданным последствиям. Однако после иканского боя для Черняева, а также Крыжановского с Милютиным стало понятно: Алимкул бросал вызов русскому губернатору (который был принят) и заявлял о себе как о серьёзном противнике, который будет бороться за возврат утерянного контроля над недавно принадлежавшими Коканду городами.
Неудачу своего набега Алимкул выместил на жителях Икана, перегнав их в ставший теперь сборным пунктом кокандцев Ташкент за то, что они радушно встретили русских.
Все выжившие после боя казаки были награждены Знаком отличия военного ордена, сам Серов — орденом Св. Георгия 4-й степени и произведен в следующий чин — войсковые старшины (19 января 1865 года).
7 (19) октября 1884 года в 4-й сотне 2-го Уральского казачьего полка на головных уборах были введены особые знаки отличия за Иканский бой.

## Память
- В 1884 году — в 20-ю годовщину боя — на месте сражения был воздвигнут памятник Иканской сотне. Уничтожен большевиками после Октябрьской революции[13].
- В память об Иканском сражении была сложена бывшим командиром этой сотни есаулом А. П. Хорошхиным (убит в деле с коканцами под Махрамом 22 августа 1875 года) казачья песня «В степи широкой под Иканом»[14][15]:

| Казачья песня В степи широкой под Иканом Нас окружил коканец злой, И трое суток с басурманом У нас кипел кровавый бой… Мы отступали… он за нами Толпами тысячными шёл, Он путь наш устилал телами И кровь струил на снежный дол. Мы залегли… свистели пули, И ядра рвали всё в куски. Но мы и глазом не сморгнули, Стояли мы… мы — казаки! И смерть носилась… мы редели; Геройски всё стоял казак. Про плен мы слышать не хотели, А этого желал нам враг. Держались мы три дня, три ночи, Три ночи, долгие, как год, В крови и не смыкая очи, Затем мы ринулись вперёд. Вокруг валились наши братья, Коканец кожу с них сдирал И басурманские проклятья Вослед нам с пулей посылал. Свинцом пробитые, лежали Герои наши здесь и там И снег с презрением бросали Горстьми в лицо своим врагам. И обезглавленное тело Рубил враг в мелкие куски, Но мы не дрогнули, и смело Все ждали смерть, как казаки. Но вот в степной дали сверкнули Родные русские штыки, И все отраднее вздохнули, Перекрестились казаки. Потом взглянули брат на брата, И грустно стало: многих нет, И все они у супостата, И к ним ведет кровавый след. И этим следом отступая, Враг трупы мертвые терзал. Но, наши головы сбирая, Своих он больше насчитал. И, снявши голову с героя, Злодей к седлу её вязал, Чтоб похвалиться после боя, Как он с лежачим воевал. И мёртвых длинным караваном (Нам после сказывали так), Покончив бойню под Иканом, Повёз подарок хану враг. А мы, собрав тела героев, Могилу вырыли, и в ней, Для мира вечного, покоя, Зарыли всех богатырей. И мар насыпали над ними; Пусть веки вечные стоит И громко с ветрами степными О нашей славе говорит! Пусть говорит, как под Иканом Нас окружил коканец злой, И как мы бились с басурманом За славу родины святой! | Строевая песня В степи широкой под Иканом Нас окружал коканец злой. Три дня, три ночи с басурманом У нас кипел кровавый бой. Припев: Идём, идём, Друзья, на бой, Мы смерть врагу Несём с собой. Идём, идём, Друзья, на бой, Мы смерть врагу Несём с собой. Мы шли, полки у нас редели; Геройски умирал казак; О пленных слышать не хотели, И, как траву, косил нас враг. Припев: Мы отступали, он за нами, Толпами тысячными шёл, И поле устилал телами, И кровь струилася ручьем. Припев: И снявши голову с героя, Злодей к седлу её вязал, Чтоб похвалиться после боя, Как он с лежачим воевал. Припев: Но вот вдали уже блеснули Родные русские штыки; И все свободнее вздохнули. Перекрестились казаки. Припев… |

- В г. Туркестане в православной церкви была помещена чугунная плита с именами и фамилиями казаков, павших под Иканом[16].
- В 7 декабря 1874 года в Уральской войсковой классической гимназии «в память подвига уральцев под Иканом в 1864 г.» была учреждена стипендия, на которую по Высочайше утверждённому положению содержались дети или близкие родственники иканцев (по выбору наказного атамана). Деньги на эту стипендию собирались в среде войскового сословия[16].
- Одна из площадей в г. Уральске была названа ― «Иканской площадью»[16]. Это название просуществовало до Гражданской войны[17], сейчас — площадь С. Датова.
- В Ташкенте одна из улиц была названа "Иканской" (ныне улица Ю. Ахунбабаева).

- В 1893 году в честь боя под Иканом был сооружён образ Святителя Николая Чудотворца Мирликийского. Икона была написана в Византийском стиле академиком В. В. Васильевым. Образ был помещён в храме войска в Войсковом соборе во имя Михаила Архангела в Уральске. На помещённой на цоколе бронзовой доске были вырезаны все имена и фамилии участников боя. Список был разделён на группы: «Остались в живых», «Убиты» и «Умерли от ран»[16].